# Latvijas Televīzija

Logo LTV

Latvijas Televīzija (LTV) – łotewska telewizja publiczna, istniejąca od 1954. Nadaje dwa kanały: LTV1 (tylko w języku łotewskim), będący odpowiednikiem polskiej TVP1, oraz skierowany do młodzieży LTV7 (także po rosyjsku). LTV było organizatorem odbywającego się w 2003 w Rydze Konkursu Piosenki Eurowizji oraz w 2017 Chóru Roku Eurowizji.
Firma jest finansowana z dotacji rządu łotewskiego (około 60%), a pozostała część pochodzi z reklam telewizyjnych. Chociaż przeniesienie LTV na finansowanie opłat abonamentowych było od dawna dyskutowane, rząd konsekwentnie się temu sprzeciwiał.
LTV jest członkiem Europejskiej Unii Nadawców, do której przystąpiła 1 stycznia 1993 roku. Do przywrócenia niepodległości w 1991 do 31 grudnia 1992 roku LTV było członkiem Międzynarodowej Organizacji Radia i Telewizji (OIRT).

## Historia
Pierwsza transmisja próbna rozpoczęła się 6 listopada 1954 roku z Rygi. Obejrzało ją tylko 20 osób, jedynych właścicieli telewizorów na Łotwie. Jest to najstarsza stacja telewizyjna w krajach bałtyckich. Regularne nadawanie rozpoczęło się 20 listopada 1954 roku. Na początku LTV nie miało praw do tworzenia własnych programów. W 1955 roku powstało studio telewizyjne w Rydze, które od tego czasu tworzyło programowanie. 19 marca 1958 roku wyemitowano pierwszy wieczorny program informacyjny Pānorama.